# Oskar Perron
Oskar Perron (Frankenthal, 7 maggio 1880 – Monaco di Baviera, 22 novembre 1975) è stato un matematico tedesco.
Dopo aver studiato a Monaco, ricevendo il PhD nel 1902, insegnò a Tubinga (dal 1910 al 1914), ad Heidelberg (tra il 1914 e il 1922, anche se tra il 1915 e il 1918 prestò servizio militare) e poi nella stessa Monaco (fino al 1951).
La sua attività di ricerca si espanse su diversi campi: analisi (dove definì l'integrale di Perron, equivalente all'integrale di Henstock-Kurzweil), equazioni differenziali, matrici (dove enunciò e dimostrò un caso del teorema di Perron-Frobenius), geometria e teoria dei numeri (in cui ideò la formula di Perron).
Tra i libri che scrisse vi sono Die Lehre von den Kettenbrüchen, un trattato di taglio enciclopedico sulle frazioni continue, pubblicato nel 1913, e Nichteuklidische Elementargeometrie der Ebene, un'introduzione elementare alla geometria non euclidea.